# Union (Nova Jérsei)
Union é uma Região censo-designada localizada no estado americano de Nova Jérsei, no Condado de Union.

## Demografia
Segundo o censo americano de 2000, a sua população era de 54.405 habitantes.

## Geografia
De acordo com o United States Census Bureau tem uma área de
23,6 km², dos quais 23,6 km² cobertos por terra e 0,0 km² cobertos por água. Union localiza-se a aproximadamente 850 m acima do nível do mar.

## Localidades na vizinhança
O diagrama seguinte representa as localidades num raio de 8 km ao redor de Union.